# New Fairfield
New Fairfield város az Amerikai Egyesült Államok Connecticut államában. Lakosainak száma 13 579 fő (2020. április 1.).

## Népesség
A település népességének változása:

| 2010 | 13 881 |
| 2020 | 13 579 |